# Bataille de Manbij (2016)
Pour les articles homonymes, voir Bataille de Manbij.
Guerre civile syrienne
Batailles
La bataille de Manbij a lieu lors de la guerre civile syrienne. Elle débute le 31 mai 2016 par une offensive des Forces démocratiques syriennes soutenues par la coalition, lancée depuis la ville de Sarrine et le barrage de Tichrine, à l'ouest de l'Euphrate, avec pour objectif la ville de Manbij, tenue par l'État islamique. Manbij est encerclée par les forces kurdes et rebelles le 10 juin, puis elle est entièrement prise le 12 août.

## Prélude

Carte de l'offensive des FDS sur Manbij.
Zone contrôlée par les Forces démocratiques syriennes
Zone contrôlée par l'État islamique

La ville de Manbij était peuplée de 75 000  à   120 000 habitants avant le début du conflit en Syrie, mais elle n'en compte plus que 20 000 au moment de l'offensive,. Elle occupe un carrefour sur le principal axe de transit entre le reste des territoires contrôlés par l'État islamique dont la ville de Raqqa, capitale du califat, et la Turquie par lequel passe les recrues djihadistes et les fruits de divers trafics de financement pour l'EI (pétrole de contrebande notamment), venant particulièrement du poste-frontière de Jerablus. Sa chute obligerait les djihadistes à emprunter des itinéraires secondaires plus difficiles d'accès et surtout plus dangereux en raison de leurs proximités avec les troupes du régime syrien.
Le 24 mai 2016, les Forces démocratiques syriennes (FDS) annoncent qu'elles lancent avec le soutien de la coalition internationale une importante offensive contre l'État islamique au nord de la ville de Raqqa. En quatre jours, les forces kurdes et alliées n'enregistrent pas d'avancée majeure, elles avancent sur une dizaine de kilomètres et s'emparent de quelques villages,. Mais cette annonce n'aurait été qu'une diversion pour masquer le véritable objectif des FDS,. Le 31 mai, ces dernières attaquent subitement la ville de Manbij, à l'ouest. 
Occupée depuis 2014 par l'État islamique, Manbij est peuplée en majorité d'Arabes mais compte également une importante minorité kurde qui représente environ 25 % de sa population. Un « Conseil militaire de Manbij » est formé par les groupes des FDS de la région, mené par Abou Layla et Adnane Abou Amjad,. Selon le colonel américain Pat Ryder, du Centcom, l'offensive est menée principalement par les contingents arabes des FDS, sur les 3 000 combattants engagés dans les opérations, seulement 450 sont Kurdes. Les Kurdes engagent les forces des YPG et des YPJ, mais aussi des unités yézidies des YBŞ et des YJÊ venues de Sinjar. 
L'offensive est appuyée par les forces aériennes de la coalition. Des forces spéciales américaines, françaises, et britanniques sont également déployées au sol. Selon l'OSDH, des forces spéciales allemandes sont aussi présentes. La présence de soldats français et allemands est dénoncé par le régime syrien, mais l'Allemagne dément avoir envoyé des forces spéciales en Syrie.

## Déroulement

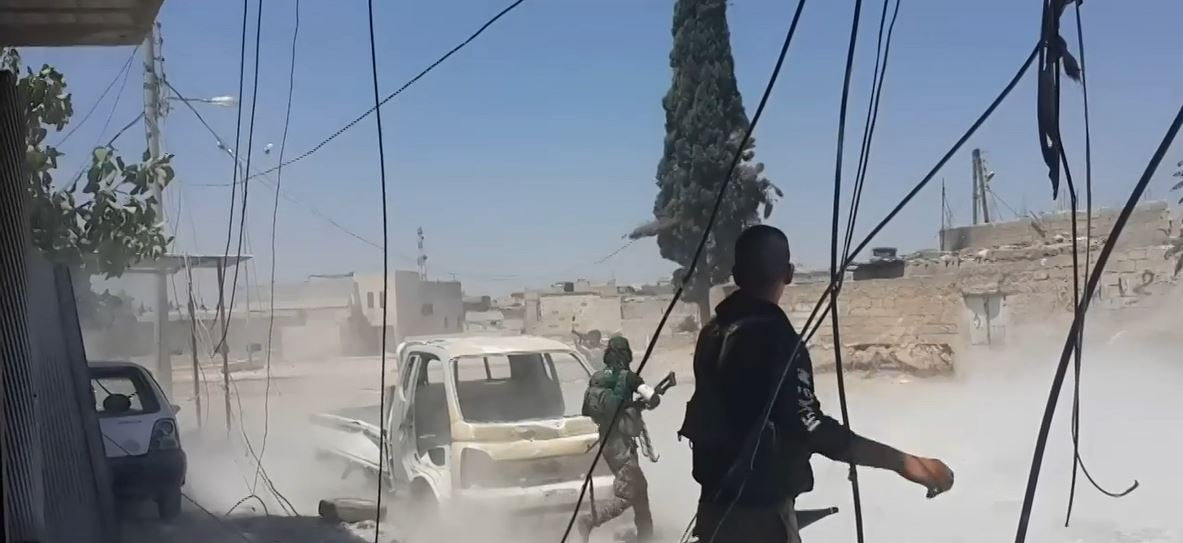
Des combattants des FDS dans les rues de Manbij, le 29 juillet 2016.

Le 31 mai, les Forces démocratiques syriennes étendent leur offensive en direction de Manbij, à l'ouest, dans le gouvernorat d'Alep,,. La coalition mène 18 frappes sur la ville. Les Kurdes construisent un pont amovible avec l'aide des Américains à proximité du pont de Qarah Qawzaq (36° 38′ 02″ N, 38° 12′ 20″ E) détruit peu avant la bataille de Sarrine en mars 2015, et qui franchit l'Euphrate à 10 km au nord-ouest de Sarrine. Plus au sud les FDS avancent depuis le barrage de Tichrine. Le 2 juin, elles sont à 15 kilomètres de Manbij. 
Le 3 juin, les Kurdes et les rebelles s'emparent de 28 villages et délivrent six femmes et 16 enfants yézidis enlevés pendant les massacres de Sinjar,. Le 5 juin, les FDS sont à cinq ou six kilomètres de Manbij,. 
Le 6 juin, trois des cinq axes routiers dont le plus important, l'axe nord-sud menant du poste-frontière de Jerablus à Raqqa, sont sous contrôle des FDS, les deux autres allant vers Al-Bab à l'ouest, ainsi que vers le nord-ouest, permettent aux djihadistes et à leurs familles de fuir la ville presque entièrement encerclée. Les 700 membres des familles des djihadistes étrangers sont évacués vers Mayadin, dans le gouvernorat de Deir ez-Zor.
Le 7 juin, les FDS ont pris 58 villages depuis le début de l'opération et arrivent à 5 kilomètres au nord de Manbij, à 2 kilomètres au sud et à 7 kilomètres à l'est. Les djihadistes commencent à autoriser les habitants à quitter la ville, plusieurs milliers de civils prennent la fuite. De son côté la coalition affirme avoir mené 105 frappes à Manbij et ses environs du 31 mai au 7 juin.
Le 9 juin, les FDS annoncent contrôler tous les accès de Manbij. Le même jour, l'émir de l'EI à Manbij, Oussama al-Tunisi, aurait été tué par les combattants arabo-kurdes alors qu'il tentait de fuir vers al-Bab avec sa famille.

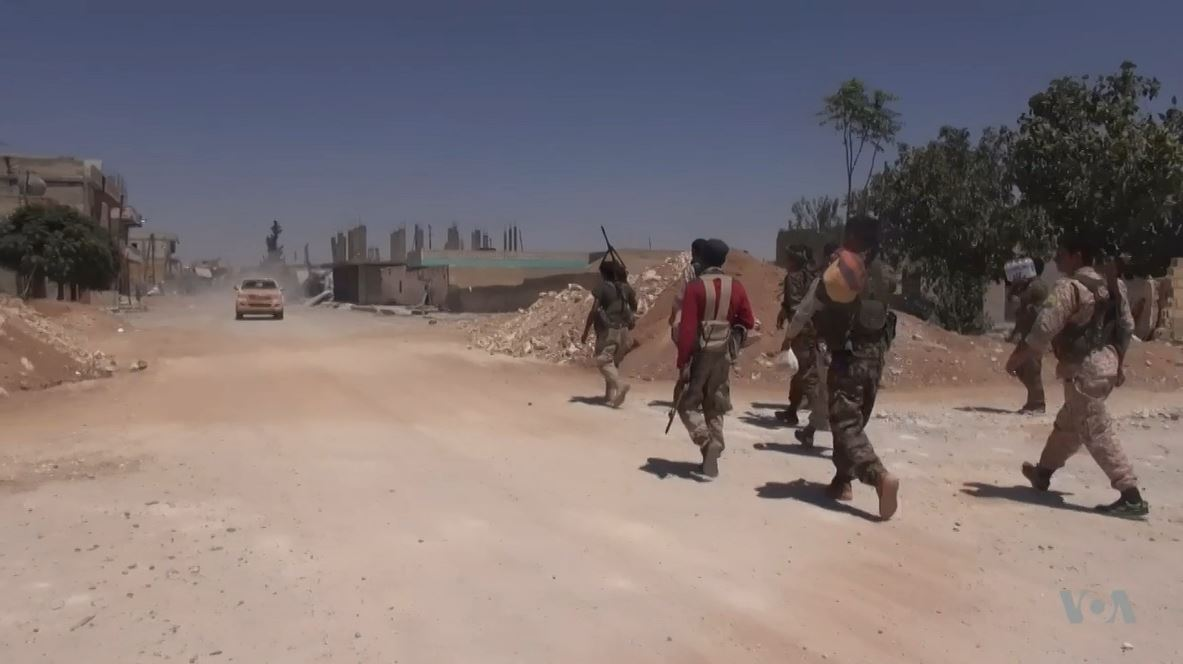
Des combattants des FDS dans les rues de Manbij, le 29 juillet 2016.

Le 10 juin, les FDS coupent la dernière route à l'ouest, Manbij est totalement encerclée,. Elles progressent également vers l'ouest et sont à 17 kilomètres d'al-Bab le 11 juin. Elles se sont alors emparées de plus de 100 villages depuis le début de l'offensive. Du 12 au 14 juin, environ 1 100 habitants parviennent à s'échapper de la ville,. Au total, 13 000 civils s'échappent de Manbij au cours du mois de juin selon l'OSDH. Cependant 70 000 habitants restent pris au piège dans la ville et ses environs selon le Haut Commissariat des Nations unies pour les réfugiés.
À la date du 16 juin, les positions les plus avancées des FDS sont à 700 mètres de la ville de Manbij. L'État islamique mène presque quotidiennement des opérations kamikazes pour ralentir leur progression. Le 17 juin, les djihadistes effectuent sept attaques suicides, dont cinq avec des véhicules piégés dans la banlieue sud-ouest. Le 20 juin, ils lancent une contre-attaque au sud et reprennent deux villages et trois hameaux, au moins 28 membres des FDS sont tués et des habitants sont exécutés par les djihadistes,.
Le 23 juin, après plus de 10 jours de siège, les FDS parviennent à entrer dans la ville de Manbij par le carrefour Al-Kitab, au sud-ouest,. Mais le 2 juillet, les djihadistes repoussent les forces arabo-kurdes au sud,,. Le même jour, l'État islamique mène une contre-attaque sur trois fronts pour tenter de briser le siège, notamment depuis Jerablus au nord et Al-Bab au sud-ouest. Une deuxième contre-attaque est lancée la nuit du 3 au 4 juillet. Elles sont toutes deux repoussées par les FDS, cependant ces dernières se retrouvent sur la défensive et n'ont enregistré aucune avancée depuis le 23 juin,.
Le 7 juillet, les Forces démocratiques syriennes gagnent à nouveau du terrain à Manbij et parviennent à moins d'un kilomètre du centre-ville selon l'OSDH.

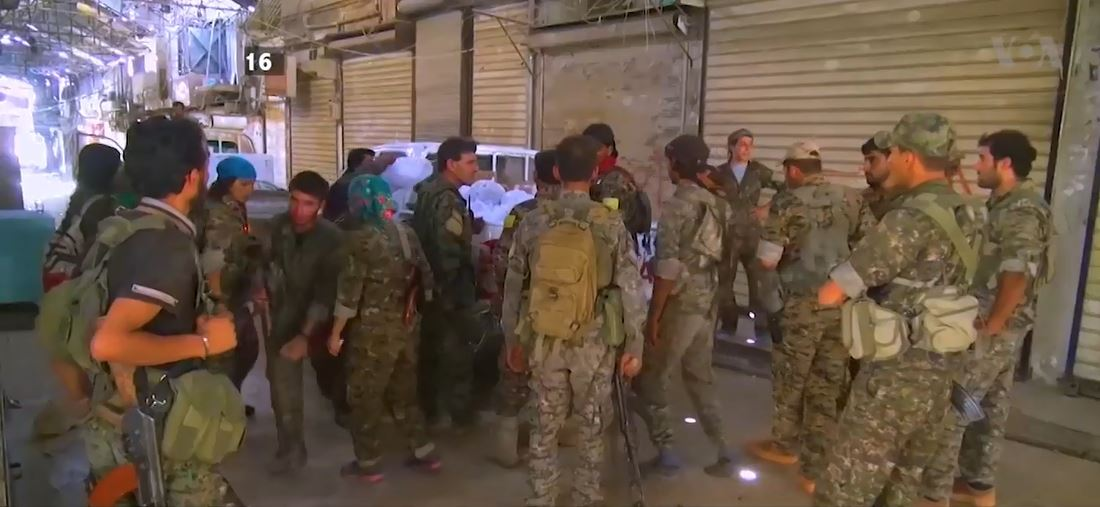
Des combattants des FDS à Manbij, le 12 août 2016.

Le 19 juillet, la coalition mène des frappes aériennes qui causent les plus lourdes pertes civiles en une journée en Syrie depuis le début de son intervention. La veille déjà, 15 habitants étaient tués par des frappes dans un quartier au nord de Manbij et six autres dans le village d'Al-Toukhar, à une quinzaine de kilomètres au nord de la ville. Au lendemain de ces raids, les habitants d'Al-Toukhar fuient les combats, mais à 3 heures du matin la coalition mène 18 autres frappes sur le village, faisant selon l'OSDH au moins 56 morts parmi les civils, dont 11 enfants,,. Pour Amnesty International ces frappes tuent 73 civils, dont 27 enfants. Ahmad Mohamad, un Syrien originaire de Manbij travaillant pour un centre de documentation sur les droits de l’homme, déclare au journal français Libération que l'attaque a fait au moins 85 morts. La CNFOR dénonce la mort de 125 civils et appelle la coalition internationale à cesser ses frappes aériennes,. L'agence Amaq donne quant à elle un bilan de 160 morts. Hassan Al-Nifi, membre du conseil révolutionnaire de Manbij, proche de l'Armée syrienne libre et en exil à Gaziantep déclare que, selon ses contacts restés sur place, le bilan est encore plus lourd : « Quand les membres de la défense civile sont intervenus mardi matin, ils ont récupéré 85 cadavres dans les décombres, principalement des femmes et des enfants. Mais lorsqu'ils ont pu faire venir leur matériel de déblaiement, beaucoup d’autres corps sont apparus. Nous sommes à plus de 200 morts et le décompte n’est pas terminé ». Quelques heures auparavant, les FDS s'emparaient du quartier général des djihadistes installé dans l'hôpital à l'ouest de la ville,.
Après ce drame, le Conseil militaire de Manbij déclare qu'il laisse 48 heures aux hommes de l'État islamique pour se retirer de la ville avec armes et bagages : « Afin de préserver les vies des civils [...] et d'épargner la ville elle-même, nous annonçons que nous acceptons l'initiative prévoyant la sortie des combattants de l'EI assiégés avec leurs armes individuelles. [...] Cette initiative est la seule et la dernière chance pour les combattants de l'EI ». Mais les djihadistes ne répondent pas à l'appel et les combats reprennent après l'expiration du délai de l'ultimatum,.
Le 28 juillet, l'État islamique reprend quatre villages à une dizaine de kilomètres au nord-ouest de Manbij et exécute 24 civils de la localité de Boueir selon l'OSDH.
Le 31 juillet, les FDS progressent et tiennent 40 % de la ville selon l'OSDH. Les quartiers d'al-Hazwanah, al-Kajlah et d'al-Mostawsef, principalement à l'ouest, sont entre leurs mains,. Charfan Darouich, porte-parole du Conseil militaire de Manbij, déclare de son côté que les FDS contrôlent près de 70 % de la ville, essentiellement dans les zones ouest, est et sud, les djihadistes tiennent encore la vieille ville et la zone nord-est. Le 2 août, l'OSDH affirme que les FDS contrôlent 60 % de Manbij après de nouvelles avancées à l'ouest et à l'est. Le soir du 6 août, Manbij est contrôlée à 90 % selon Charfan Darouich, tandis que l'OSDH affirme également que les FDS ont pris le « contrôle quasi total » de la ville,.

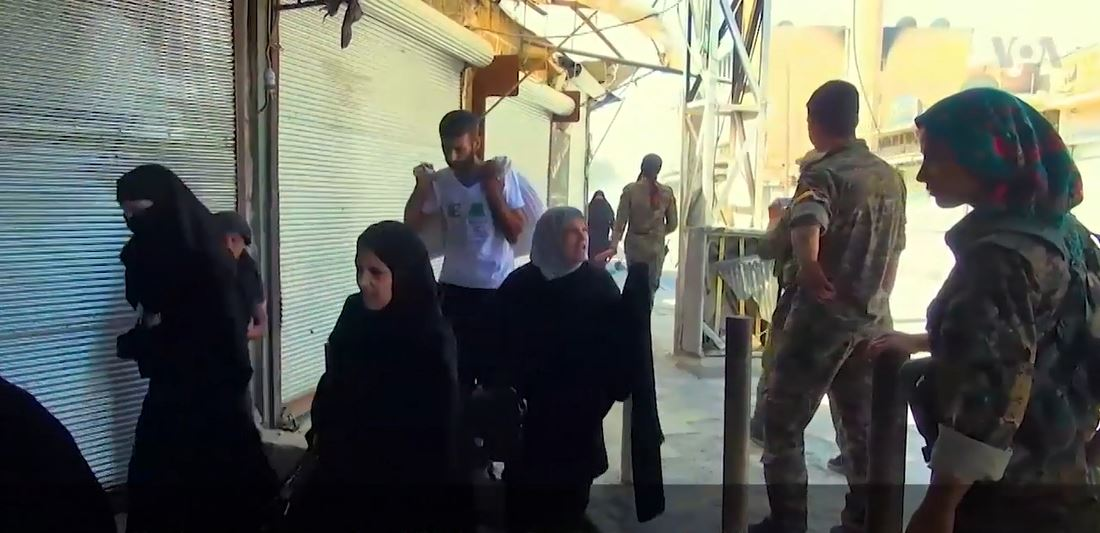
Des civils de Manbij fuyant les combats, le 12 août 2016.

Le 8 août, selon les estimations des Forces démocratiques syriennes, une dernière poche de résistance est tenue par 130 djihadistes dans le quartier al-Sireb. Le 12 août, les FDS lancent l'assaut final. Au bout de quelques heures, les djihadistes abandonnent leurs dernières positions à Manbij. Ils enlèvent 500 à 2 000 civils qu'ils chargent dans des véhicules afin de servir de boucliers humains, puis ils font une percée et se replient vers le nord, en direction de Jerablus,,. Le lendemain, plusieurs centaines de civils enlevés parviennent à s'enfuir ou sont relâchés par les djihadistes.
Une partie de la population de Manbij accueille les combattants kurdes et arabes en libérateurs. Cependant les Forces démocratiques syriennes — dominées par les Kurdes des YPG — suscitent également la méfiance d'une large partie des habitants arabes qui les soupçonnent d'intentions séparatistes (voir Rojava),. Manbij est alors la plus grande ville à majorité arabe conquise par les FDS et les YPG.
Après la prise de la ville, les FDS annoncent le 14 août que leur prochain objectif est al-Bab, mais elles doivent effectuer de nombreuses opérations de déminages à Manbij, les djihadistes ayant comme à leur habitude laissé un grand nombre de pièges et d'engins explosifs improvisés,.

## Pertes

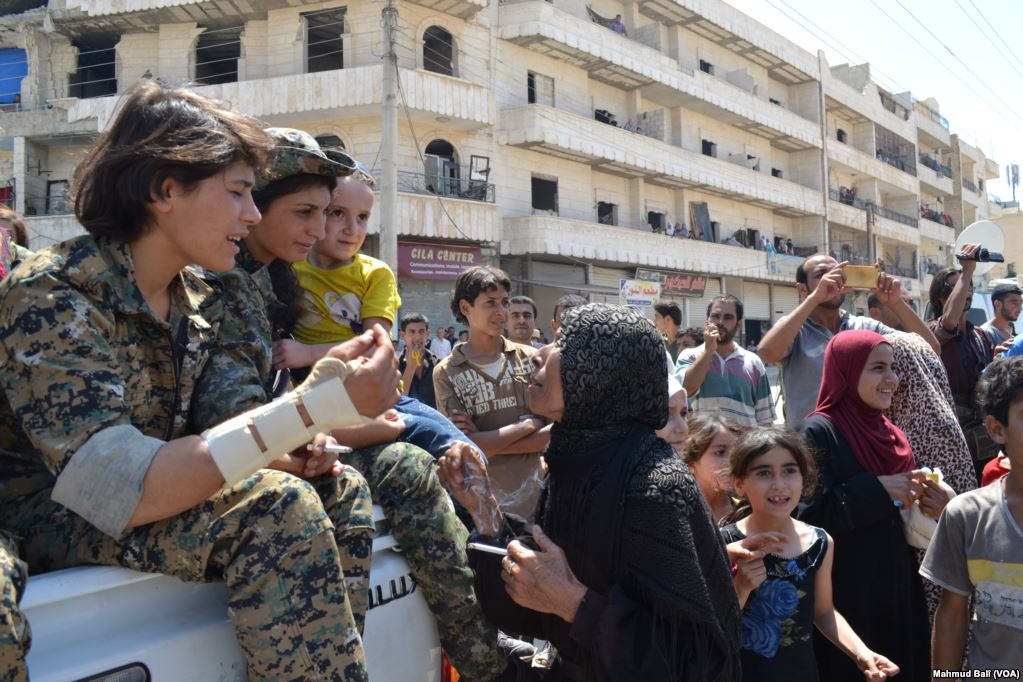
Manifestations de joie à Manbij après la prise de la ville par les Forces démocratiques syriennes, le 13 août 2016.

Selon l'Observatoire syrien des droits de l'homme, au moins 56 djihadistes de l'EI et 19 combattants des FDS ont été tués dans les combats près de Manbij du 31 mai au 6 juin,. De son côté, Charfan Darouich, porte-parole du Conseil militaire de Manbij, déclare le 6 juin que plus 150 djihadistes de l'EI ont été tués depuis le début de l'offensive et 50 corps récupérés.
Le 4 juin, les FDS annoncent la mort d'Abou Layla, le chef des bataillons Shams al-Shamal, liés à l'Armée syrienne libre et intégrés à Jaych al-Thuwar,. Le frère d'Abou Leyla, Yousif Abdo Sa'don, est quant à lui fait prisonnier au cours de la bataille par les djihadistes de l'État islamique, ces derniers publient une vidéo de lui le 4 juillet.
Le 9 juin, le bilan de l'OSDH monte à au moins 132 morts dans les rangs de l'EI et 21 du côté des FDS, ainsi que 37 civils tués, dont 30 par les frappes de la coalition,,. De son côté le Pentagone fait alors état d'une dizaine de morts et plus de 100 blessés chez les FDS. 
Le 10 juin, le bilan de l'OSDH est d'au moins 22 morts dans les rangs des FDS et de 159 morts dans les rangs de l'EI dans les combats à Manbij et ses environs,. Puis le 12 juin d'au moins 28 morts chez les FDS et de 223 chez l'EI,. Le 14 juin, d'au moins 29 morts chez les FDS et 246 chez l'EI. Le 18 juin, d'au moins 37 morts chez les FDS et 352 chez l'EI. Le 23 juin, d'au moins 63 morts chez les FDS et 458 chez l'EI. Le 25 juin, d'au moins 89 morts chez les FDS et 463 chez l'EI. Le 1er juillet, d'au moins 99 morts chez les FDS et 508 chez l'EI. Le 4 juillet, d'au moins 108 morts chez les FDS et 589 chez l'EI. Le 9 juillet, d'au moins 114 morts chez les FDS et 650 chez l'EI. Le 31 juillet, d'au moins 203 morts chez les FDS et 837 chez l'EI. Le 6 août, d'au moins 269 morts chez les FDS et 932 chez l'EI. Le 8 août, d'au moins 281 morts chez les FDS et 973 chez l'EI. Le 12 août, d'au moins 299 morts chez les FDS et 1 019 chez l'EI,. Le 17 août, d'au moins 315 morts chez les FDS et 1 026 chez l'EI.
Selon l'OSDH, au moins 438 civils, dont 55 femmes et 105 enfants, sont morts au cours de la bataille à la date du 13 août. Parmi ces derniers, au moins 203, dont 18 femmes, 52 enfants, et 8 prisonniers de l'EI, ont été tués par les frappes de la coalition. Cela entraîne l'ouverture le 27 juillet d'une enquête officielle sur les dommages qu'ont subi les civils au cours des opérations des Européens, Américains et de leurs alliés arabes.
De son côté le conseil militaire de Manbij publie un bilan le 15 août. Il affirme que 264 de ses combattants ont été tués lors de la bataille et il porte les pertes des djihadistes à 4 180 tués et 112 prisonniers. Il déclare également que 1 724 cadavres de djihadistes ont été récupérés et 144 véhicules de l'EI détruits.

### Cartographie
- Offensive de Manbij (6 juin 2016), carte réalisée par Agathocle de Syracuse.
- Offensive des FDS sur Manbij (8 juin 2016), carte réalisée par Agathocle de Syracuse.
- Offensive des FDS sur Manbij (13 juin 2016), carte réalisée par Agathocle de Syracuse.
- Contre-attaque de l'État islamique (10 août 2016), carte réalisée par Agathocle de Syracuse.

### Vidéographie
- [vidéo] Guerre en SYRIE - Le YPG kurde entame une offensive contre le groupe État islamique à Manbej, France 24, 2 juin 2016.
- [vidéo] Syria conflict: Exclusive BBC report from inside IS-held Manbij, BBC, 21 juillet 2016.
- [vidéo] Syrie : à Manbij libéré, les habitants laissent éclater leur joie, Le Monde, 15 août 2016.